# Giurisdavidismo
Il giurisdavidismo è stato un movimento religioso fondato dal predicatore Davide Lazzaretti negli anni settanta del XIX secolo e attivo ufficialmente fino al 2002.

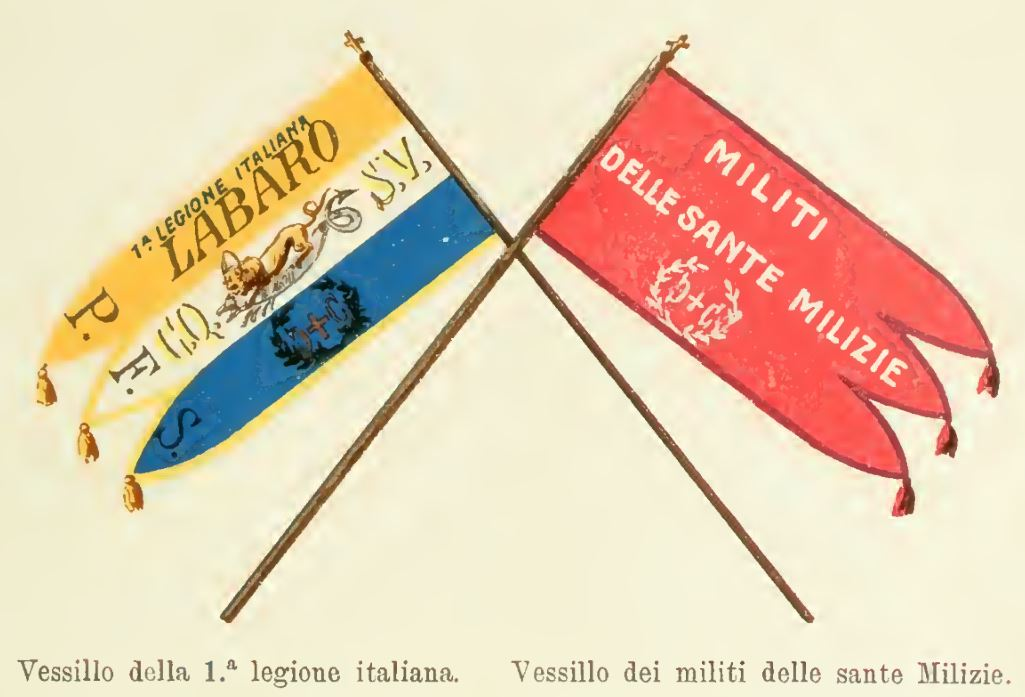
Bandiere usate dai Giurisdavidici

## Storia
Il movimento nacque per volontà di Davide Lazzaretti di Arcidosso, barrocciaio di umili origini, il quale, dopo alcune visioni profetiche, iniziò nel proprio paese natale e nei piccoli villaggi del Monte Labbro (Zancona, Macchie, Rondinelli) a raccogliere discepoli e proseliti con il comune scopo di riformare la religiosità cattolica, in relazione diretta con il sociale, in vista di una nuova era della cristianità. Secondo la teologia giurisdavidica, la storia umana era da dividersi in tre epoche, dette "leggi": la "legge di giustizia", il cui portatore è Mosè; la "legge di grazia", il cui portatore è Gesù Cristo; e la "legge di diritto", il cui portatore è il Lazzaretti stesso. La Chiesa cattolica, con il papato visto come istituzione lontana dagli uomini, doveva essere riformata e la Chiesa giurisdavidica si proponeva come portatrice di nuovi messaggi: l'abolizione del celibato dei sacerdoti, la fine dei riti romani, i malvagi all'Inferno solo temporaneamente, e infine salvati. Negli anni settanta del XIX secolo, Davide Lazzaretti fondò tre significativi istituti religiosi: la Santa lega, detta anche Fratellanza cristiana (1870), con finalità assistenziali; l'Istituto degli eremiti penitenzieri e penitenti (1871), organizzazione strettamente religiosa, impregnata dello spirito millenarista e messianico; e la Società delle famiglie cristiane (1872), la più importante delle istituzioni dal punto di vista sociale, tendente a costruire una comunità in cui i suoi aderenti lavorassero e mettessero in comune i loro beni secondo lo spirito originario primitivo delle chiese cristiane. Particolare importanza va dato al sistema di elezione degli organi dirigenti della comunità: Davide istituì un suffragio universale, con il voto esteso alle donne, quando ciò era pensiero ancora lontano in Italia e nel resto d'Europa. Gli istituti costituivano un tentativo di anticipare aspetti di un'ampia visione escatologica, nell'adempimento delle volontà divine (le tre istituzioni rappresentano simbolicamente le tre virtù teologali: rispettivamente carità, fede e speranza) che avrebbe portato all'inizio della nuova era.
Dopo il 1878, anno in cui Davide Lazzaretti, ormai bollato come sovversivo, fu ucciso dai militari del Regio esercito italiano, presso Arcidosso durante una pacifica processione, dietro la quale si celava una collaborazione atipica tra Stato e l'istituzione Chiesa, i seguaci del Lazzaretti continuarono la sua opera e la divulgazione del suo pensiero. Nel 2002, alla morte dell'ultimo sommo sacerdote, Turpino Chiappini, la Chiesa giurisdavidica ufficiale pone fine alla sua storia. Sopravvive, tuttavia, qualche anziano praticante nell'area del Monte Labbro, mentre dal 1978 è attivo ad Arcidosso il Centro studi David Lazzaretti, dedito allo studio, la raccolta e la divulgazione di materiale riguardante il Lazzaretti ed il suo movimento religioso. Presso la frazione della Zancona, villaggio legato nella sua storia indissolubilmente alla vicenda di Davide, è conservato l'archivio dei seguaci.
Da segnalare che una piccola realtà religiosa, ispirata alla figura di Davide Lazzaretti, sopravvive a Roma, dove Elena Cappelli (1867-1953), moglie del sommo sacerdote Filippo Imperiuzzi, rielaborò il messaggio giurisdavidico unendolo con elementi derivanti dall'esoterismo e dalla Società Teosofica. Ad Elena Cappelli succedette Elvira Giro (1910-1989) con Leone Graziani (1918-1993), poi Fausta Cozzi (1925-2008) ed infine Maurizio Maggioni, che al momento guida la cosiddetta Chiesa Universale Giuris-Davidica, ben distinta dall'originale movimento di Arcidosso.

## Organizzazione
Nella visione originaria della gerarchia della Chiesa giurisdavidica al vertice stava il "sacerdote eremita", somma guida della comunità religiosa. Al secondo livello, più in basso, c'erano le "dodici matrone" e i "sette principi spirituali"; al terzo livello, le "dodici suore di carità" e i "dodici apostoli"; al quarto livello, c'erano le "dodici fanciulle pie" e i "dodici discepoli"; infine, al quinto e più basso livello, le "dodici figlie dei cantici" e i "dodici musicanti".
Alla morte del Lazzaretti, il 18 agosto 1878 un'assemblea di seguaci stabilì il nuovo organigramma della Chiesa giurisdavidica: un primo sacerdote, dodici apostoli, dodici discepoli e dodici condiscepoli. Si riporta qui la prima formazione della comunità stabilita in quella data.
- Primo sacerdote: Filippo Imperiuzzi.
- Dodici apostoli: Filippo Corsini, Federico Bocchi, Achille Rossi, Giuseppe Vichi, Paolo Conti, Ottavio Federico Bramerini, Marco Pastorelli, Angelo Pii.
- Dodici discepoli: Giuseppe Corsini, Luigi Vichi, Giuseppe Rossi, Achille Vichi, Martino Feri, Angelo Cheli, Francesco Tommencioni I, Francesco Tommencioni II, Antonio Domenichini, Domenico Contri, Gabriello Magnani, Cherubino Cheli.
- Dodici condiscepoli: Domenico Pastorelli, Giuseppe Pastorelli, Angelo Bianchini, Leopoldo Monaci, Marsilio Lorenzoni, Bruno Massimi, Adriano Corsini, Vincenzo Polverini, Francesco Cheli, Luciano Contri, Paolo Dondolini, Pietro Bianchini.

### Sommi sacerdoti
| Periodo   | Sommo sacerdote                   | Note |
| --------- | --------------------------------- | ---- |
| 1878-1921 | Filippo Imperiuzzi (1843-1921)    |      |
| 1921-1923 | Cherubino Cheli (1843-1923)       |      |
| 1923-1934 | Francesco Tommencioni (1853-1934) |      |
| 1934-1936 | Giovanni Conti (1880-1936)        |      |
| 1936-1944 | Giuseppe Conti (1876-1944)        |      |
| 1944-1953 | Arcangelo Cheli (1875-1953)       |      |
| 1953-1975 | Nazzareno Bargagli (1888-1975)    |      |
| 1978-2002 | Turpino Chiappini (1925-2002)     |      |

## Liturgia
La messa giurisdavidica è costituita dal rito della consacrazione del pane e del vino e alla recitazione dell'atto di contrizione e di preghiere e litanie. Il battesimo giurisdavidico è somministrato con l'impressione a fuoco sulla pelle di un marchio rappresentante il simbolo del giurisdavidismo, la doppia C con croce nel mezzo che simboleggia la prima e la seconda venuta di Cristo; il rito funebre è officiato con lodi e preghiere.

## Luoghi sacri
I luoghi sacri del giurisdavidismo sono situati sul Monte Labbro, ribattezzato dal Lazzaretti Labaro: la torre, la cui costruzione fu iniziata nel luglio 1869 e terminò nell'agosto 1870; la chiesetta, consacrata nel 1872 e l'eremo, completato nel 1875. Dopo la morte del Lazzaretti, la torre andò in rovina e alcuni primi tentativi di recupero furono intrapresi nel 1958 da alcuni seguaci. Gravemente danneggiata da un fulmine, fu consolidata nel 1995 e restaurata negli anni tra il 2003 e il 2004. Degli altri edifici è possibile ammirare i ruderi. Un altro sacro luogo è la cosiddetta Grotta della Sabina, l'eremo medievale di Sant'Angelo, presso Montorio Romano, dove Davide Lazzaretti si ritirò in penitenza per quarantasette giorni nel 1868.